# Peter Klaus
Peter Klaus (* 9. März 1944 in Frankfurt (Oder)) ist ein deutscher Wirtschaftswissenschaftler und emeritierter Hochschullehrer.

## Leben
Nach dem Abitur, das er im Jahr 1963 an der Dürer-Oberrealschule in Nürnberg ablegte, absolvierte Klaus von 1964 bis 1966 eine Lehre zum Speditionskaufmann in der Stückgutspedition Kraftverkehr Klaus seines Vaters. Parallel dazu studierte er und schloss 1968 Betriebswirtschaftslehre an der Friedrich-Alexander-Universität Erlangen-Nürnberg als Diplom-Kaufmann ab. Bis Ende der 1970er-Jahre war Klaus für die väterliche Spedition aktiv, darunter ab 1972 als geschäftsführender Gesellschafter. 1974 nahm Klaus am „Program for Management Development“ an der Harvard Business School teil. 1977 wurde die Spedition an ein Tochterunternehmen von Unilever verkauft. 
Von 1978 bis 1982 studierte Klaus am Massachusetts Institute of Technology in Cambridge/Mass. und erwarb dort den Abschluss Master of Science (Transportation). Zeitgleich promovierte er an der Boston University zum Doctor of Business Administration (1982). Es folgte eine Professur für Betriebswirtschaftslehre an der Hochschule Pforzheim, die er bis 1995 ausübte. In Überschneidung hierzu nahm Klaus 1990 einen Ruf als Universitätsprofessor an den neu eingerichteten Lehrstuhl für Betriebswirtschaftslehre, insbesondere Logistik, an der Friedrich-Alexander-Universität Erlangen-Nürnberg an, den er bis 2009 innehatte. 
1995 wurde Klaus Leiter der Fraunhofer-Gesellschaft Arbeitsgruppe für Supply Chain Services SCS (vormals: Technologien in der Logistikdienstleistungswirtschaft, ATL) in Nürnberg. Diese Tätigkeit endete im Jahr 2009. Klaus ist jedoch nach wie vor als Wissenschaftlicher Beirat tätig.
Seit dem Frühjahr 2009 ist Klaus emeritiert. Seine Lehrtätigkeit führte er im Anschluss noch am Georgia Institute of Technology fort.

## Forschungsschwerpunkte
Klaus Tätigkeitsschwerpunkte liegen im Feld der betriebswirtschaftlichen Logistik. Hierzu zählen insbesondere Anwendungen betriebswirtschaftlichen und logistischen Wissens auf Aufgabenstellungen des Transports und Verkehrs sowie Fragestellungen der Logistiksystemgestaltung, der Rationalisierung, Organisation, der Entscheidungsunterstützung, sowie der strategischen und operativen Führung von Logistiksystemen.
Besondere Aufmerksamkeit erlangte Klaus durch die Herausgabe der Studie „Top 100 der Logistik“, in der er erstmals die Größe und Bedeutung der deutschen Logistikbranche als drittgrößten Wirtschaftszweig in Deutschland in Zahlen ausdrückte.

## Mitgliedschaften
- 2009 bis 2015: Senior Advisor Logistics für die Germany Trade and Invest
- Seit 2008: Wissenschaftlicher Beirat im Verein Netzwerk Logistik
- Seit 2008: Mitglied des Beirats der Nagel-Group
- 2006 bis 2017: Mitglied des Kuratoriums der Deutsche Bahn Stiftung
- Seit 2006: Sprecher des „Clusters Logistik“ in der vom Bayerischen Wirtschaftsministerium gestarteten „Cluster Offensive“
- 2005 bis 2016: Stellvertretender Vorsitzender des Aufsichtsrats der Grieshaber Logistics Group
- 2005 bis 2012: Mitbegründer und Editor-in-Chief der Zeitschrift „Logistics Research“
- Seit 2003: Mitglied des wissenschaftlichen Beirats der Bundesvereinigung Logistik
- Mitherausgeber und Schriftführer der Zeitschrift „Logistik Management“

## Ehrungen
- 2009: Ehrennadel der Bundesvereinigung Logistik
- 2008: DHL Innovation Award

## Schriften (Auswahl)

### Monographien
- Mike Steglich, Dieter Feige, Peter Klaus: Logistik-Entscheidungen: Modellbasierte Entscheidungsunterstützung in der Logistik mit LogisticsLab. De Gruyter 2016.
- Peter Klaus, Christian Kille, Maximilian Roth: The Intensity of Competition in European Markets for Logistics Services. Fraunhofer Verlag 2010.
- Peter Klaus: Die dritte Bedeutung der Logistik: Beiträge zur Evolution logistischen Denkens. DVV Media Group 2002.
- Als Begründer und Erstautor: Peter Klaus: Die Top 100 der Logistik – Deutschland/Europa. DVV Media Hamburg 1996.

### Herausgeberbände
- Peter Klaus, Stefanie Müller: The Roots of Logistics: A Reader of Classical Contributions to the History and Conceptual Foundations of the Science of Logistics. Springer Heidelberg 2012.
- Peter Klaus, Winfried Krieger, Michael Krupp: Gabler Lexikon Logistik: Management logistischer Netzwerke und Flüsse. Springer Gabler 2012.